# 스텔라 애들러

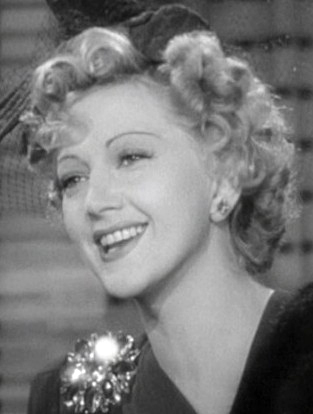

스텔라 애들러(Stella Adler, 1901년 2월 10일 ~ 1992년 12월 21일)는 미국의 영화배우, 연극 배우이다.
맨해튼에서 태어났으며 로스앤젤레스에서 사망하였다. 사인은 심부전이다.

## 도서
- Stella Adler on Ibsen, Strindberg, and Chekhov
- Stella Adler: The Art of Acting

## 같이 보기
- 미하일 체호프
- 우타 하겐
- 스타니슬랍스키 시스템
- 메소드 연기
- 리 스트래스버그